# Скашево-Влосцянське
Скашево-Влосцянське (пол. Skaszewo Włościańskie) — село в Польщі, у гміні Ґзи Пултуського повіту Мазовецького воєводства.
Населення — 149 осіб (2011).
У 1975-1998 роках село належало до Цехановського воєводства.

## Демографія
Демографічна структура станом на 31 березня 2011 року:
|          | Загалом | Допрацездатний вік | Працездатний вік | Постпрацездатний вік |
| -------- | ------- | ------------------ | ---------------- | -------------------- |
| Чоловіки | 69      | 13                 | 48               | 8                    |
| Жінки    | 80      | 14                 | 43               | 23                   |
| Разом    | 149     | 27                 | 91               | 31                   |